# Stactobia keluk
Stactobia keluk är en nattsländeart som beskrevs av Wells 1993. Stactobia keluk ingår i släktet Stactobia och familjen smånattsländor. Inga underarter finns listade i Catalogue of Life.